# 하치만촌 (도쿠시마현)
하치만촌(八万村)은 도쿠시마현 묘도군에 설치되었던 촌이다. 현재의 도쿠시마시에 해당한다.
1937년 도쿠시마시에 편입되어. 현재는 대부분이 하치만 지구로 되어 있다. 

## 지리
동쪽 반은 소노세강 등이 형성하는 삼각주이지만, 서쪽 반은 미야산과 시코쿠 산지 북동쪽 끝에 해당하는 산지, 그리고 그 사이에 있는 좁은 평지로 이루어져 있다. 

## 역사
- 1889년 10월 1일 - 정촌제 시행에 수반해 묘도군 하치만촌이 성립하였다.
- 1937년 4월 1일 - 도쿠시마시에 편입해 소멸하였다.

## 참고문헌
- 『市町村名変遷辞典』東京堂出版、1990年。